# Fahruntauglichkeit
Eine Person ist fahrtuntauglich, wenn sie nicht über die zeit- und situationsunabhängige Befähigung zum Führen eines Fahrzeugs verfügt. Diese Befähigung ist als unbestimmter Rechtsbegriff im Verkehrsgesetz festgelegt. An sie knüpfen sich festgelegte Mindestbedingungen an die körperliche und geistige Leistungen, die zum Führen von Fahrzeugen notwendig sind. Eine fahruntaugliche Person stellt für sich und andere Verkehrsteilnehmer eine nicht hinnehmbare Gefahr dar, wenn sie ein Fahrzeug lenkt.
Die Fahruntüchtigkeit kann zuweilen damit verwechselt werden.
Eine Person ist daher fahrtuntüchtig, wenn sie unter Einfluss von Arzneimitteln, Alkohol oder anderen Drogen steht, sehr müde ist, oder aus einem anderen Grund nicht in der Lage ist ein Fahrzeug sicher im Straßenverkehr zu führen.